# Jade Elektra
Jade Elektra (Tampa, Florida, 1967) cuyo nombre de nacimiento es Alphonso King Jr., es una activista queer afroamericana contra el VIH/sida, drag queen, cantante y DJ. También es conocida por su nombre artístico DJ Relentless.

## Trayectoria
Nació en Tampa, Florida. En 1990, fue diagnosticada con VIH, y en 1992, se trasladó a Nueva York. En esa ciudad, inició su activismo contra el VIH con la organización Gay Men's Health Crisis, la primera del mundo para la prevención, la atención y la defensa contra el VIH/sida, trabajando en el programa de apoyo a los jóvenes LGBTQ en el Instituto Hetrick-Martin.
En 2009, trasladó su residencia a Toronto, Canadá. Se convirtió en editora de Poz Planet, un boletín informativo digital para personas que viven con el VIH. Además, fue la creadora junto a su marido John Richard Allan, de los Premios POZ-TO que reconocen la labor de los activistas que apoyan a la comunidad VIH. También junto a su pareja, organizó diversos eventos y recaudaciones de fondos para apoyar el trabajo de organizaciones contra el VIH/sida.
En 2019, interpretó Undetectable una versión de la canción Unforgettable de Nat King Cole en apoyo a la campaña global Indetectable = Intransmisible que se convirtió en viral.
En 2020, fue autora en la revista online The Buzz Mag. Como DJ, se ha especializado en diversos ritmos como el pop, el retro, el hip hop, el house o el club.